# Országos Tisztifőorvosi Hivatal
Az Országos Tisztifőorvosi Hivatal (rövidítve: OTH) egy egészségügyi háttérintézmény volt Magyarországon.

## Megszüntetése
Az OTH 2017. március 31. napjával beolvadásos különválás útján jogutódlással megszűnt. Az OTH általános jogutódja - a (3)-(5) bekezdésben meghatározott feladatok kivételével - az Emberi Erőforrások Minisztériuma.
Az OTH
- a) európai uniós projektjei megvalósításával és az e feladat menedzsmentjével kapcsolatos feladatai, továbbá
- b) a munkaegészségügyi feladatai - a stratégiai és módszertani jellegű munkaegészségügyi feladatok kivételével -

tekintetében jogutód az Országos Közegészségügyi Intézet.
Az OTH praxisprogramokkal kapcsolatos feladatai tekintetében az ÁEEK a jogutód.
Az OTH-nak a fővárosi és megyei kormányhivatal, valamint a járási (fővárosi kerületi) hivatal népegészségügyi feladatai ellátásáról, továbbá az egészségügyi államigazgatási szerv kijelöléséről szóló 385/2016. (XII. 2.) Korm. rendeletben megjelölt feladat- és hatáskörei, valamint az azokhoz kapcsolódó jogviszonyai tekintetében a közfeladat átvevője a BFKH, illetve a megyei kormányhivatalok.
Az (1)-(5) bekezdés szerinti jogutódlásra a 2-7. § irányadó azzal az eltéréssel, hogy az e rendelkezésekben meghatározott 2016. december 31-ei határnap helyett 2017. március 31-ei határnap alkalmazandó.